# 오토 트레인
오토 트레인(영어: Auto Train)은 버지니아주 로튼 로튼역 (워싱턴 D.C. 근교)과 플로리다주 샌포드 샌포드역 (올랜도 근교)간 1,376km 가량의 구간을 운행하는 암트랙에 운행되는 장거리 열차이다. 전 세계의 열차 중에서 가장 길다. 전 세계에는 유사한 열차가 있으나, 오토 트레인은 미국의 유일한 모터레일이다.
승객은 일반 객차나 침대차에 탑승하며 자동차는 사방으로 폐쇄된 차운차에 실린다. 본 열차는 총 320대를 수송할 수 있으며, 특등 객차(lounge car 라운지 카[*])와 식당차가 있다. 본 열차는 주간고속도로 제95호선의 긴 운전을 피해 운전자의 수고를 덜어 준다는 장점이 있다.
남행은 열차번호 53번, 북행은 52번이며, 로튼과 샌포드를 무정차로 운행한다. 암트랙의 오토 트레인은 1970년대에 사기업인 오토트레인 주식회사가 운영하던 동명의 열차를 계승했다.

## 역사 및 현황
1971년에 개통 되었고 당시 오토트레인 주식회사가 시작했다. 1976년에 일어난 탈선 사고로 인해 회사가 어려워졌고 막대한 승무원 비용과 사업 실패로 오토트레인 주식회사는 경영난에 시달리다가 1981년 4월에 노선이 폐지와 동시에 오토트레인 주식회사는 파산에 이르게 되었다. 1983년에 암트랙이 다시 개통 되었다. 1990년대 중반에 암트랙은 이층 객차인 암트랙 슈퍼라이너를 동비했다. 2006년에 노후화된 오토트랙은 단계적으로 퇴역했다. 같은 해 통계에서 207,444명의 승객 중 87,802명이 침대차를 이용했다. 암트랙의 열차 중에서 가장 마지막으로 흡연이 가능했던 열차였으나 2013년 6월 1일부터 암트랙의 다른 장거리 열차, 고속열차, 지역열차와 마찬가지로 전 노선 금연을 시행하고 있다.

## 사진

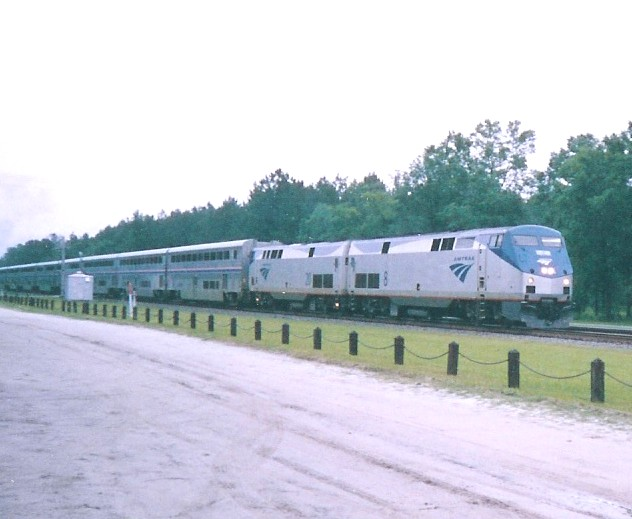
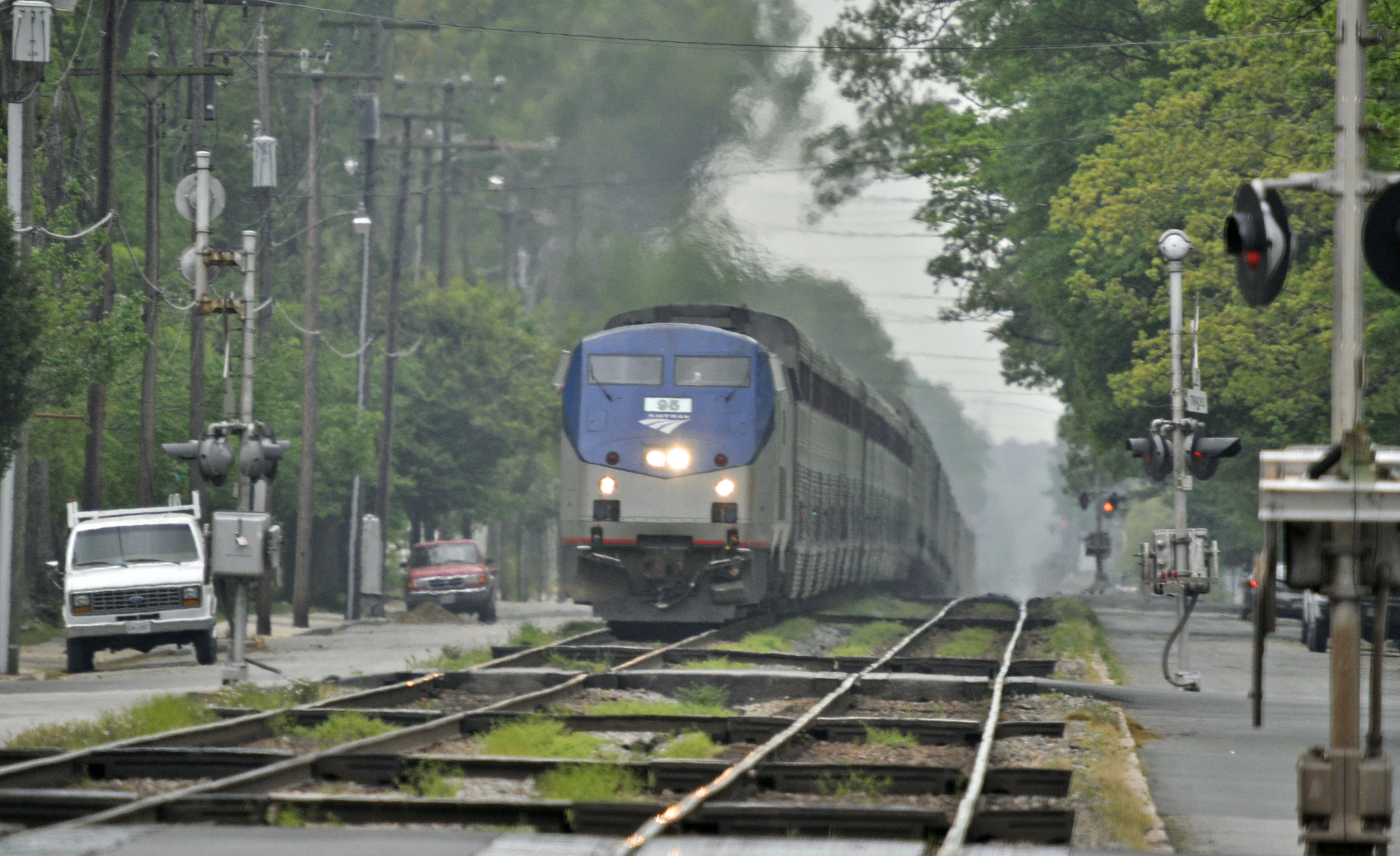
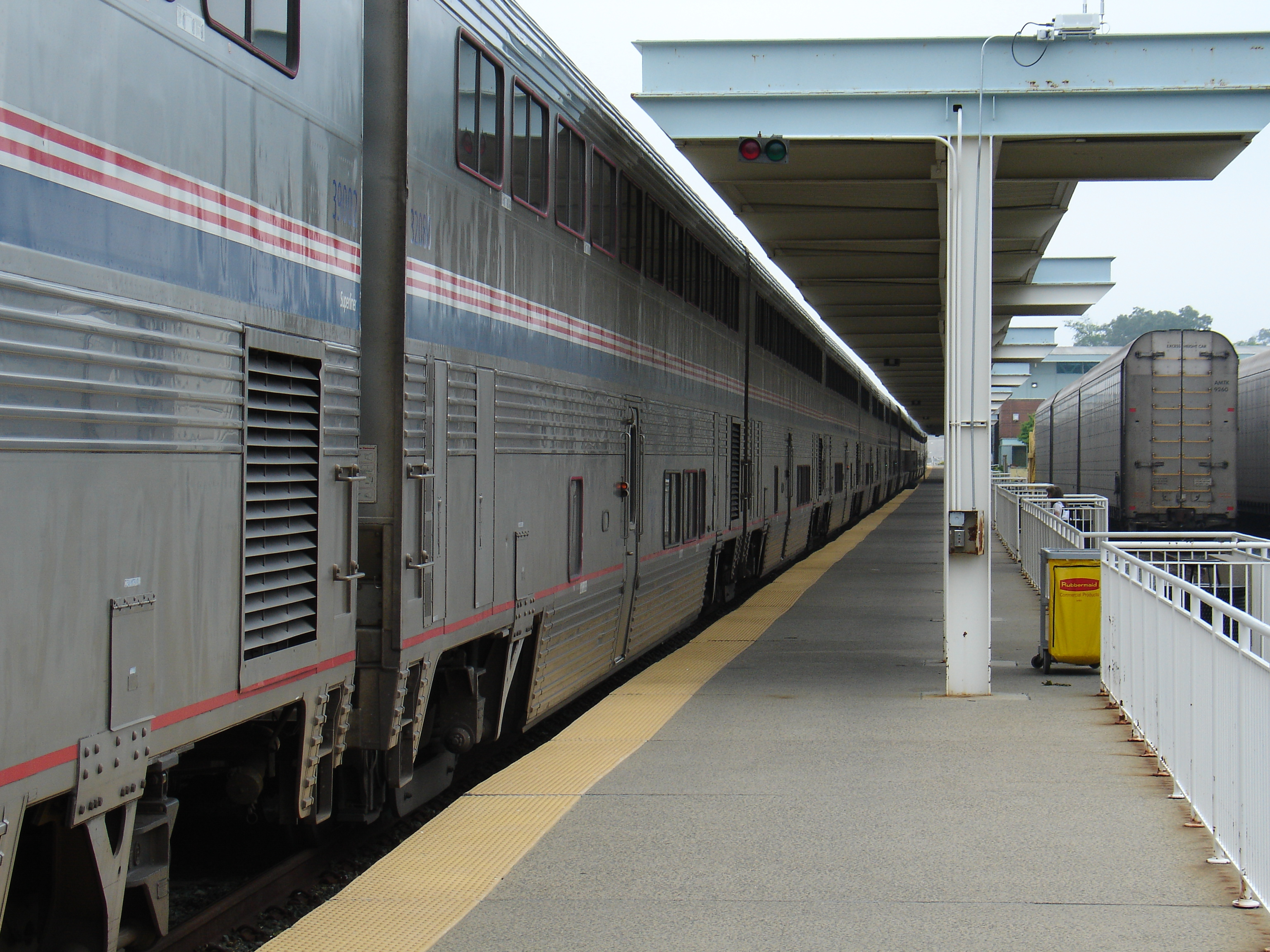
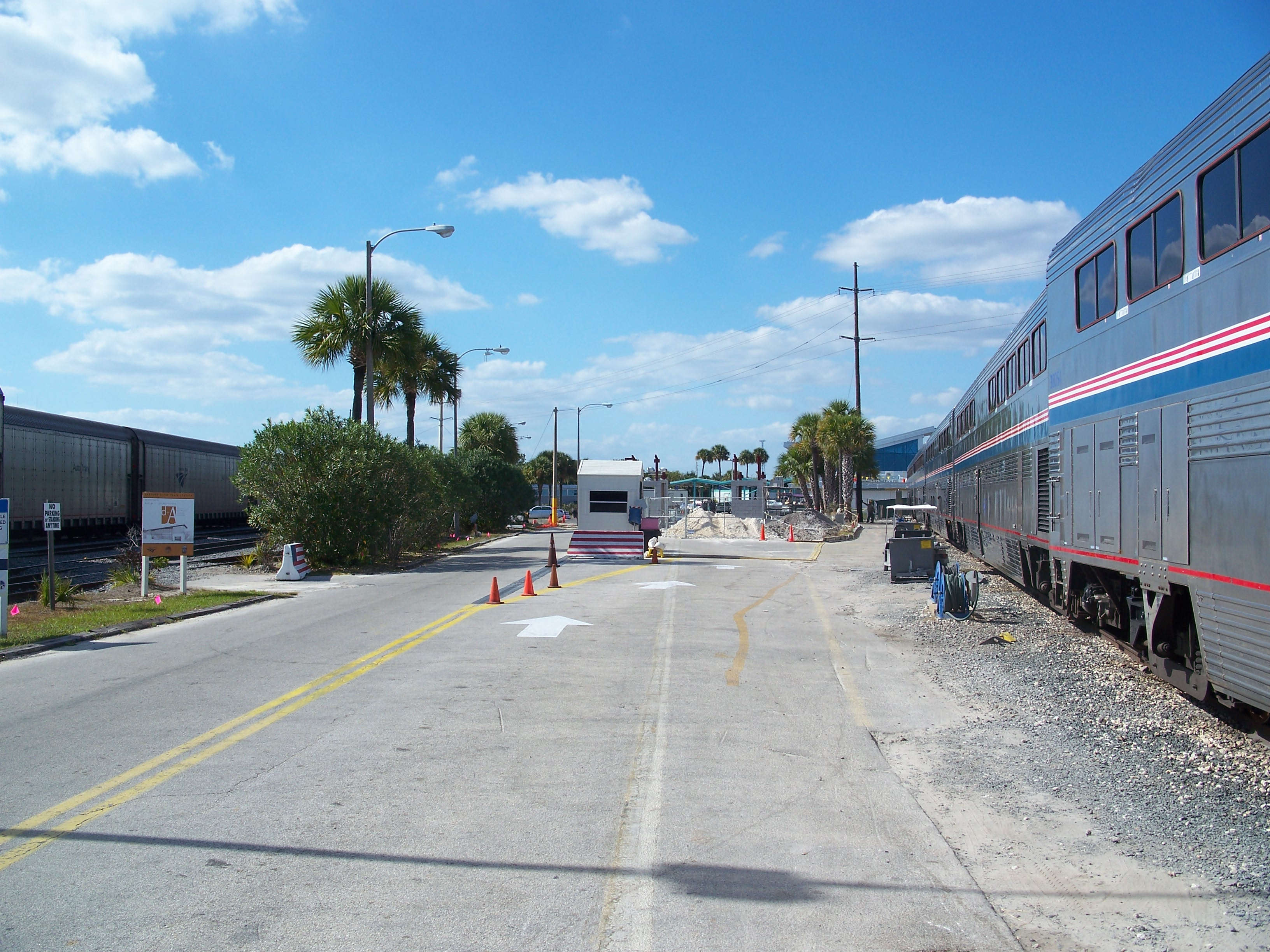
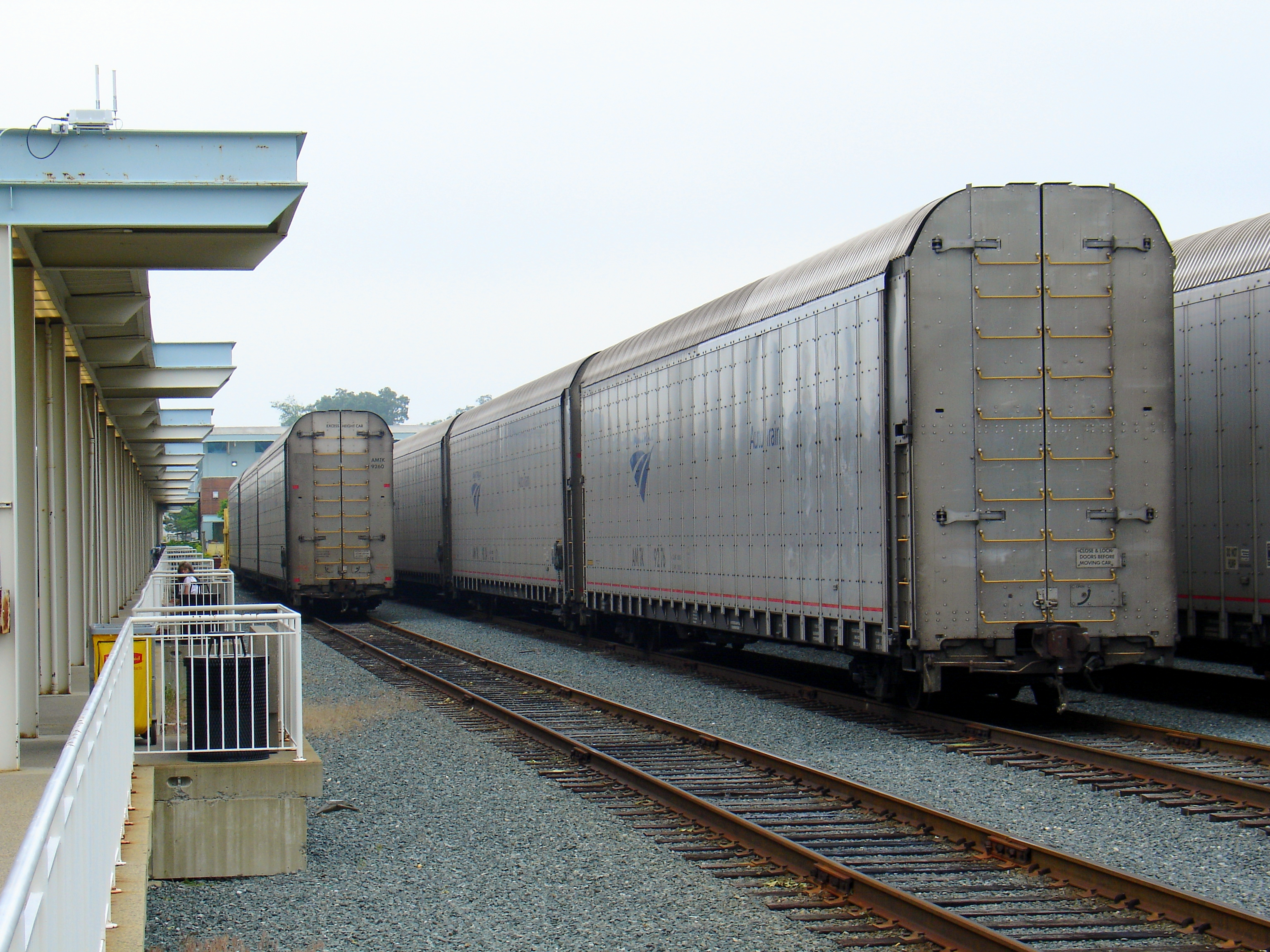
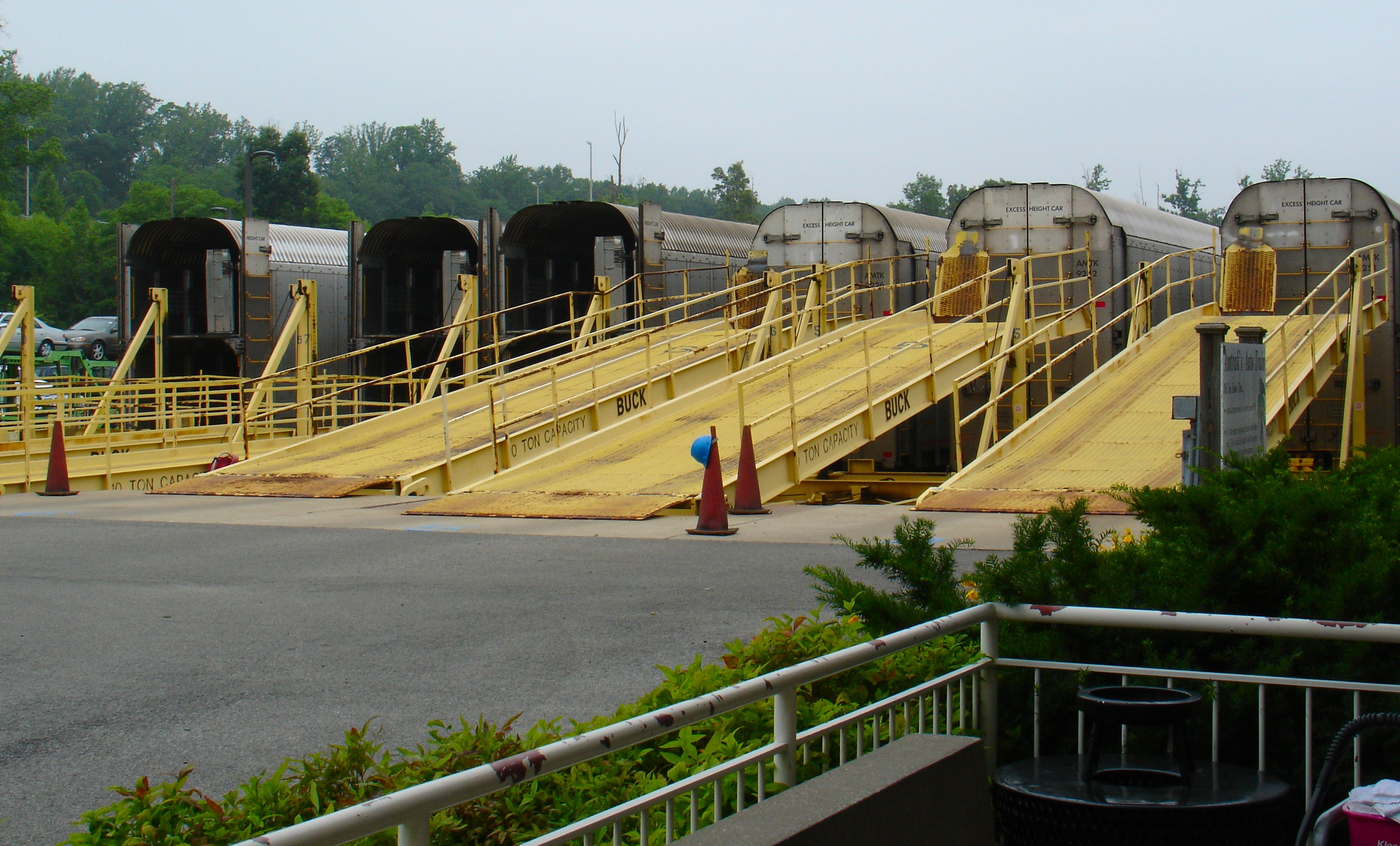

## 운행 노선
| 역명   | 접속 노선 | 역간 거리 | 누적 거리 | 소재지            |
| ------ | --------- | --------- | --------- | ----------------- |
| 로튼   |           | 0.0       | 0.0       | 버지니아주 로튼   |
| 샌포드 |           | 1,376     | 1,376     | 플로리다주 샌포드 |

## 같이 보기
- 모터레일